# Netta Barzilai
Pour les articles homonymes, voir Netta (homonymie).
Netta Barzilai (hébreu : נטע ברזילי), simplement dite Netta, est une musicienne, DJ et chanteuse israélienne, née le 22 janvier 1993 à Hod HaSharon.
Représentant Israël, elle remporte le Concours Eurovision de la chanson 2018 avec le titre Toy.

## Biographie

### Enfance
Netta Barzilai naît à Hod HaSharon, une ville située en périphérie de Tel Aviv, au sein d’une famille juive séfarade aux origines algérienne , marocaine et libyenne Elle a deux frères.
À l'âge de trois mois, elle part vivre avec sa famille pendant quatre années au Nigeria où son père est employé dans une entreprise israélienne de construction.
Durant son enfance, elle fait partie du mouvement de jeunesse Hanoar Haoved Véhalomed (« la jeunesse qui travaille et qui étudie ») qui rassemble un public juif, arabe, druze ou bédouin autour des valeurs du sionisme, du socialisme, de la paix et de la démocratie.

### Formation
Elle fait des études musicales et elle rejoint l'école Rimon de jazz et musique contemporaine, dans la section de musique électronique.
Elle devient bénévole dans le mouvement de jeunesse Tarbut et monitrice dans un programme pour jeunes musiciens en 2012, avant de rejoindre le groupe musical de la marine lors de son service militaire obligatoire, se produisant aussi lors de mariages ou dans des clubs comme le Bar Giora club,

### Carrière professionnelle

#### Débuts
En 2016, Netta Barzilai forme le groupe d'improvisation The Experiment et participe à des représentations musicales. En 2017, elle fait partie du groupe Gaberband et enseigne le looper aux jeunes musiciens.

#### Eurovision 2018

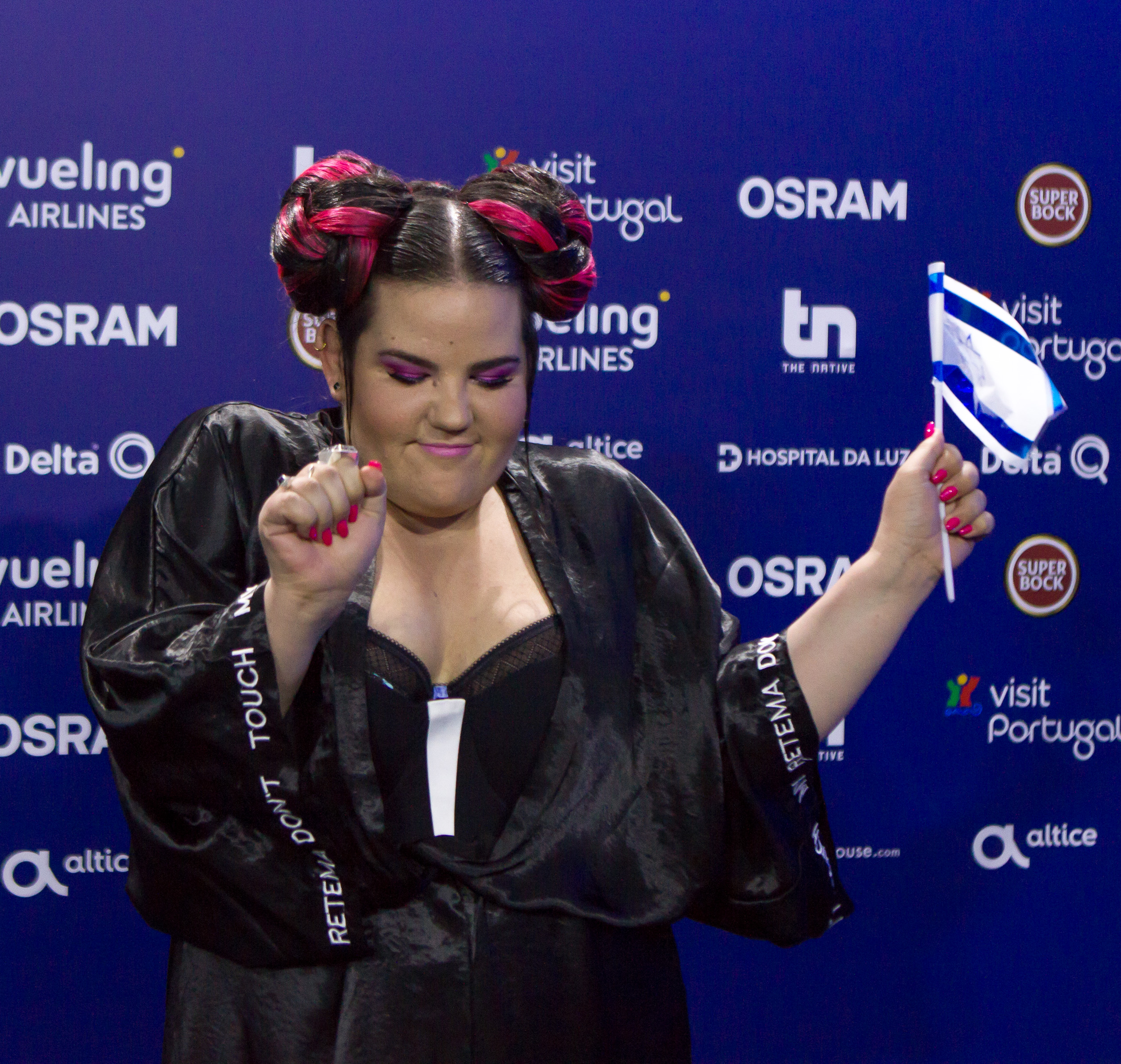
Netta Barzilai après la demi-finale du Concours Eurovision de la chanson 2018.

Le 13 février 2018, elle remporte la saison 5 de HaKokhav HaBa (en), une émission de télécrochet israélienne où ses prestations originales et décomplexées séduisent les téléspectateurs, ce qui lui permet de se présenter au Concours Eurovision de la chanson,,,,. Elle y chante sa version de Rude Boy de la chanteuse Rihanna, Gangnam Style de Psy, Tik Tok et d'autres chansons.
La chanson Toy est dévoilée le 11 mars 2018. Écrite par les auteurs-compositeurs israéliens Doron Medalie et Stav Beger, elle fait écho au mouvement # MeToo sur le harcèlement sexuel, notamment dans le milieu du travail. Selon Netta Barzilai, la chanson Toy « porte un message important : le réveil du pouvoir des femmes et la justice sociale, le tout enrobé dans une ambiance festive ».
L'une des caractéristiques des prestations de Netta est l'utilisation du looper mais les lois de l'Eurovision sur la concurrence interdisent l'utilisation de voix pré-enregistrées auxiliaires et Netta Barzilaï doit adapter sa chanson pour convenir à ces règles lors de sa performance entièrement en direct.
Les paroles de Toy sont principalement en anglais, à l'exception de la phrase en hébreu « אני לא בובה » (ani lo buba, « Je ne suis pas une poupée ») et le mot d'argot « סטפה » (stefa, qui signifie « pile de billets [de banque] »)

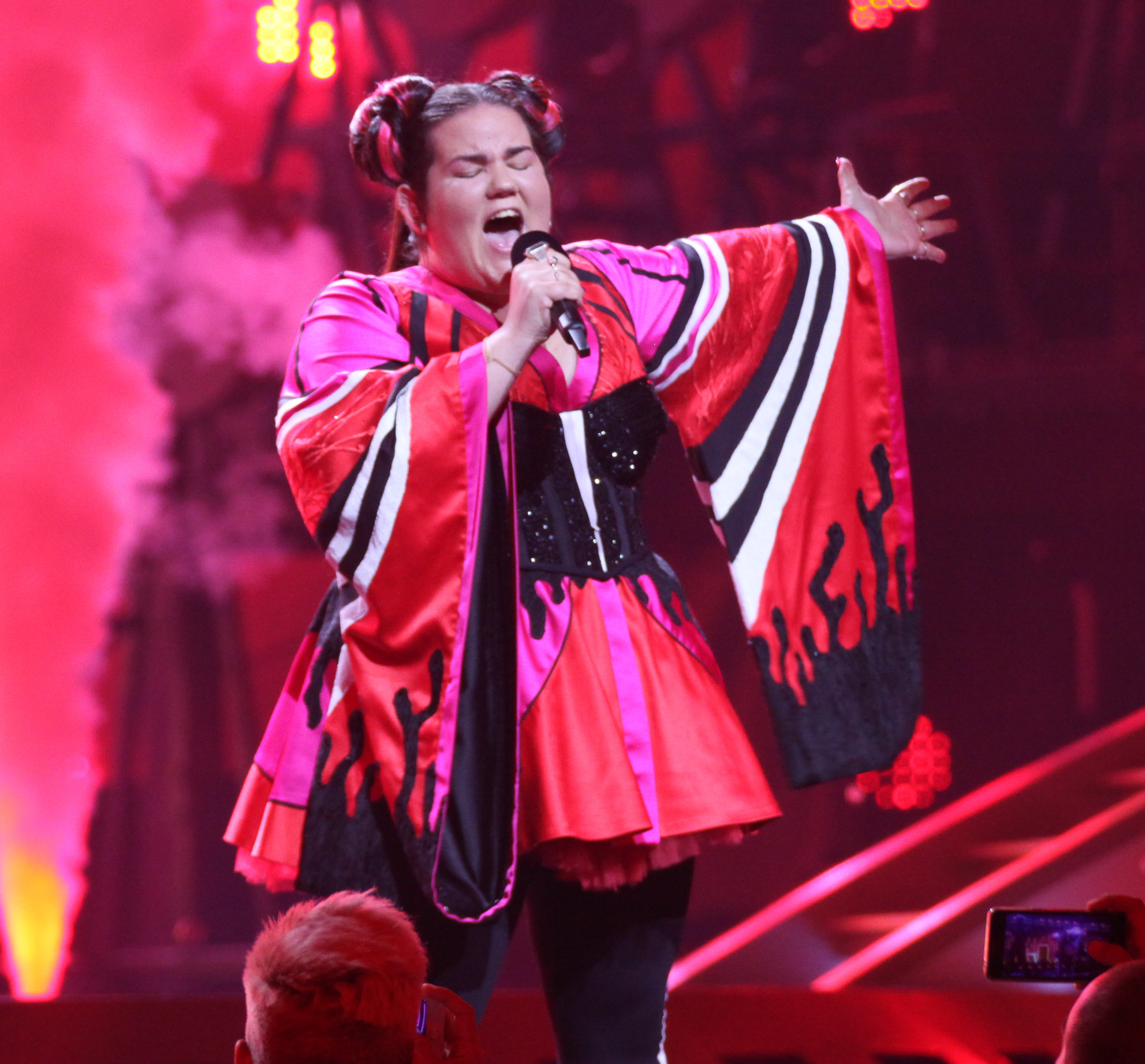
Durant la finale de l'Eurovision à Lisbonne, 2018.

Pour cette prestation, Netta arbore un look volontairement excentrique, inspiré de la culture japonaise. « C’est un mode d’expression très important pour moi. D’autant que les femmes de taille plus grande ne se mettent pas assez en valeur », confie-t-elle à la presse à Lisbonne. « On ne vit qu’une fois et je crois vraiment que je suis belle, sexy et spéciale. C’est merveilleux d’avoir la chance de pouvoir apporter un peu de changement dans le monde. »
Le clip de Toy devient directement populaire et est vu plus de quatre-vingt dix millions de fois sur la chaîne YouTube de l'Eurovision en septembre 2018. Elle est ainsi la vidéo la plus visionnée de l'Eurovision sur YouTube.
Lors de la première demi-finale à Lisbonne, le 8 mai 2018, Netta Barzilai est qualifiée pour la finale, en arrivant en tête. Le 12 mai 2018, elle remporte le Concours Eurovision de la chanson au terme de la grande finale en totalisant 529 points. Elle apporte ainsi une quatrième victoire à Israël à l'Eurovision après celles de 1978, 1979 et 1998.

#### Après l'Eurovision

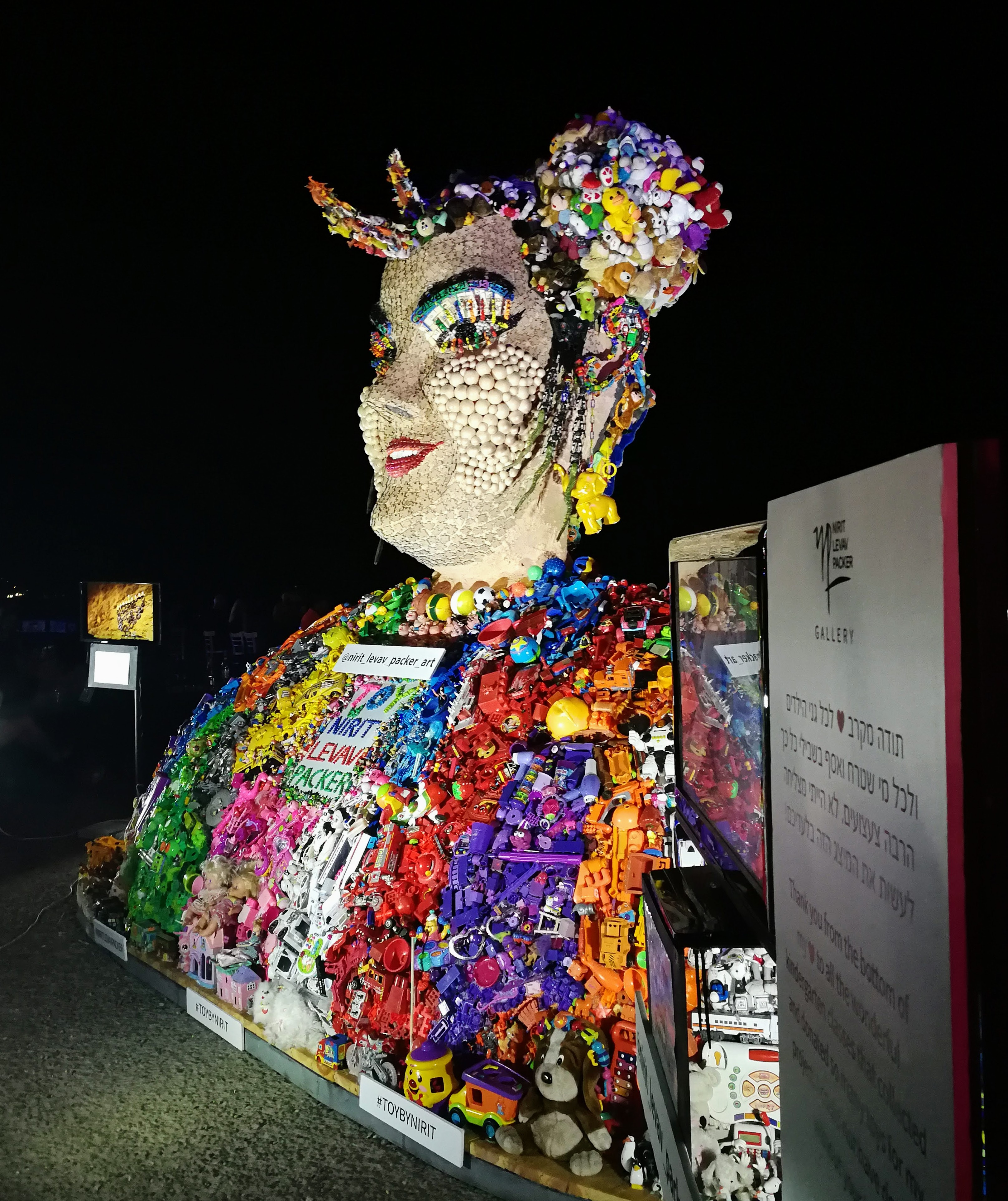
Toy, sculpture de l'artiste Nirit Levav Packer, exposée dans le village de l'Eurovision Charles Clore à Tel Aviv, à l'occasion de l'Eurovision 2019. Elle est composée de pièces de jouets recyclées collectées dans les jardins d'enfants de Tel Aviv.

Lors du concours de l'Eurovision 2019 qui s'est tenu à Tel Aviv, Netta Barzilai ouvre la première demi-finale avec sa chanson victorieuse Toy et lors de la finale, elle chante sa nouvelle chanson Nana Banana.
Le 16 mai 2020, elle interprète la chanson (he) Cuckoo lors de l'événement alternatif (en raison de la pandémie de Covid-19) intitulé Eurovision: Europe Shine a Light.
Elle fait une apparition dans le film Netflix 2020 Eurovision Song Contest: The Story of Fire Saga.  La même année, elle fait une reprise de la chanson du film Mary Poppins de Walt Disney Supercalifragilisticexpialidocious.
Netta Barzilaï commence à apparaître dans le monde lors des marche de la Fierté à travers l'Europe. Le 19 octobre 2019, elle apparaît en Chine devant des centaines de millions de téléspectateurs et des dizaines de milliers de spectateurs.

##### Controverses

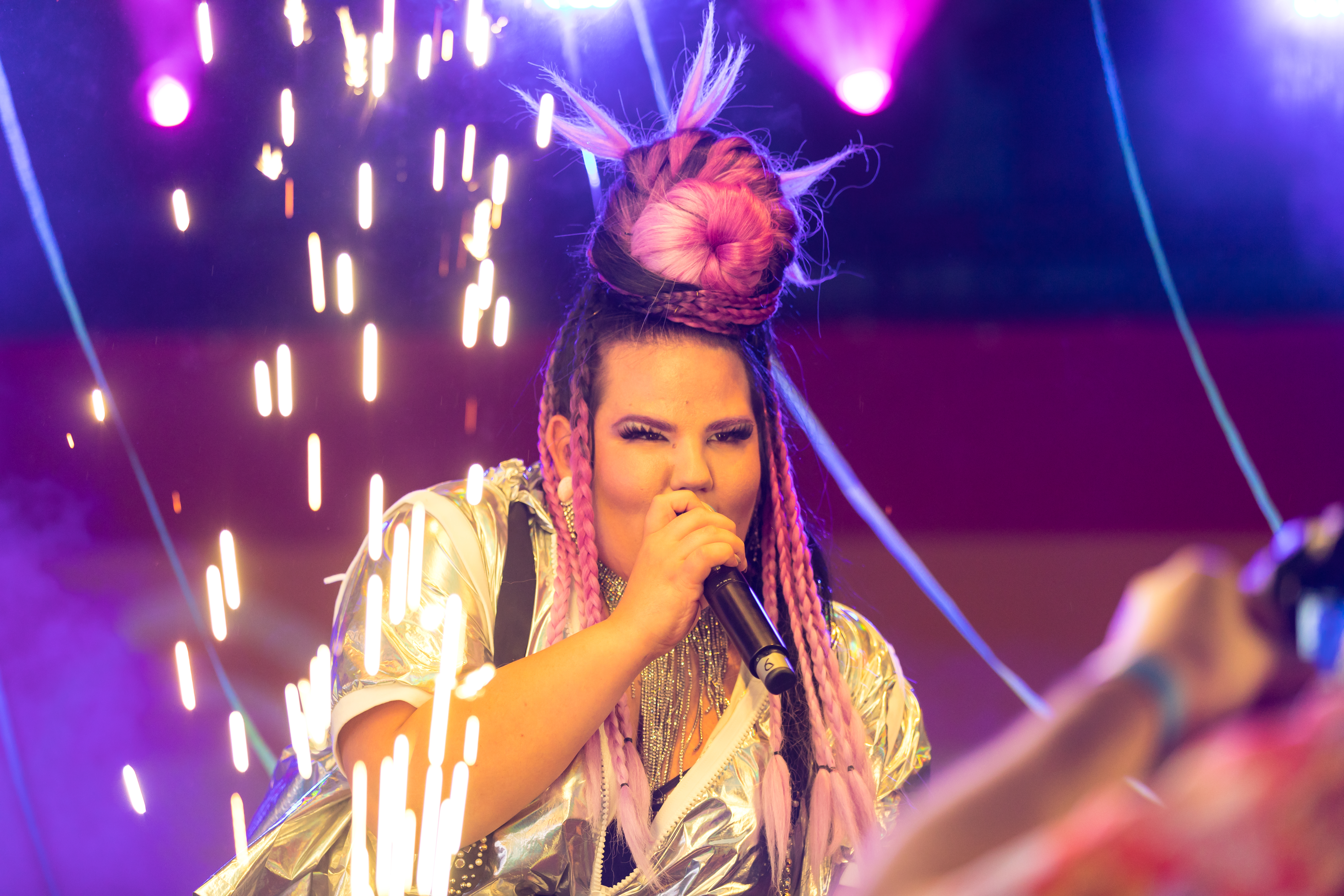
Concert à Cologne, juillet 2018.

Après sa victoire à l'Eurovision, Netta Barzilai est accusée par des internautes occidentaux d'appropriation culturelle en s'habillant d'un kimono japonisant et utilisant des maneki neko en décoration chinoise, mais aussi de racisme en usant un maquillage rappelant un yellowface.
Une humoriste néerlandaise, Sanne Wallis de Vries, a créé une parodie de Toy avec des paroles évoquant les violences commises par l'armée israélienne pendant la Marche du retour à Gaza. Cette vidéo, diffusée le 20 mai 2018 sur la chaîne publique néerlandaise BNNVARA, suscite la colère d'Israël qui dénonce des « allusions antisémites » « comme se moquer de la nourriture casher ou se référer à l’argent, dans la vieille tradition antijuive »,,.
Le groupe Universal Music accuse de plagiat et de violation de copyright Doron Medalie et Stav Berger, les deux compositeurs israéliens de la chanson Toy. Selon le label musical américain, des similitudes troublantes existeraient au niveau du rythme et des harmonies entre Toy et Seven Nation Army des White Stripes, sorti en 2003,.

##### Humour
Netta est aussi arrivée en cinquième position du prix Barbara-Dex qui est un prix humoristique attribué lors de chaque concours de l'Eurovision pour récompenser l'artiste le ou la plus mal habillé(e) lors de la compétition.
Elle apparaît en juin 2020 dans le film comique et musical Eurovision Song Contest: The Story of Fire Saga de David Dobkin.

### Vie privée
Netta Barzilaï est en couple avec Ilan Ben Or, un Américain émigré en Israël.

## Discographie
| Titre        | Année | Position dans les charts | Position dans les charts | Position dans les charts | Position dans les charts | Position dans les charts | Position dans les charts | Position dans les charts | Position dans les charts | Position dans les charts | Position dans les charts | Position dans les charts | Album |
| Titre        | Année | Israël                   | Belgique (FL)            | France                   | Irlande                  | Pays-Bas                 | Norvège                  | Écosse                   | Suède                    | Suisse                   | R-Uni                    | Etats-Unis               |       |
| ------------ | ----- | ------------------------ | ------------------------ | ------------------------ | ------------------------ | ------------------------ | ------------------------ | ------------------------ | ------------------------ | ------------------------ | ------------------------ | ------------------------ | ----- |
| Toy          | 2018  | 1                        | 29                       | 16                       | 63                       | 60                       | 19                       | 28                       | 5                        | 34                       | 49                       | 1                        | NBA   |
| Bassa Sababa | 2019  |                          | NC                       | NC                       | NC                       | NC                       | NC                       | NC                       | NC                       | NC                       | NC                       | NC                       | NBA   |
| Nana Banana  |       |                          |                          |                          |                          |                          |                          |                          |                          |                          |                          |                          |       |
| Ricki Lake   |       |                          |                          |                          |                          |                          |                          |                          |                          |                          |                          |                          |       |
| Cuckoo       |       |                          |                          |                          |                          |                          |                          |                          |                          |                          |                          |                          |       |

## Distinctions
- OUTmusic Award 2018[27].

## Eurovision 2018
Netta a représenté Israël au Concours Eurovision de la Chanson 2018 à Lisbonne au Portugal avec Toy

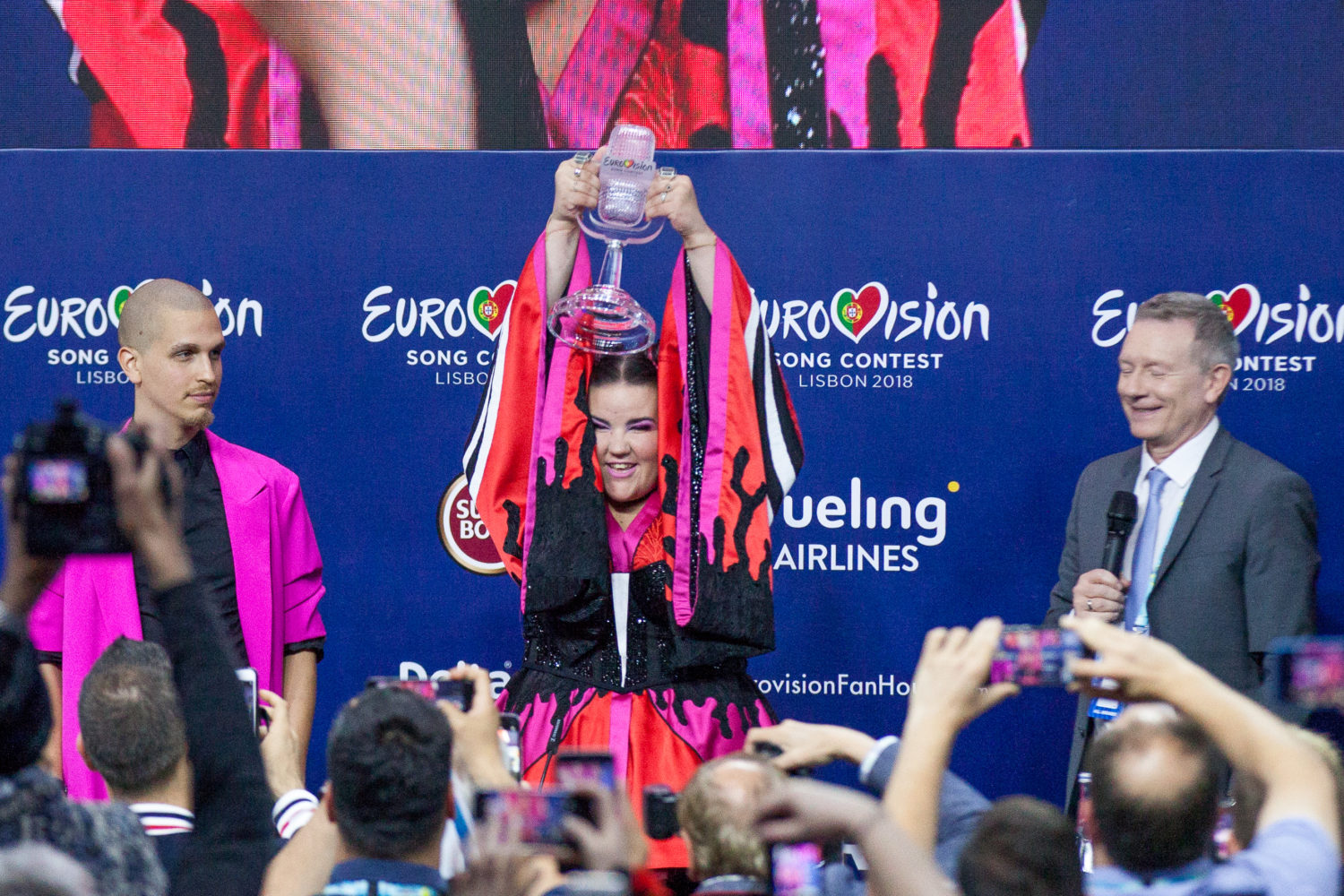
Netta avec le trophée du Concours Eurovision de la Chanson 2018

| Chanson | Points Demi-final | Classement Demi-final | Points du jury en Final | Points du public en Final | Classement en final |
| ------- | ----------------- | --------------------- | ----------------------- | ------------------------- | ------------------- |
| Toy     | 283               | 01                    | 212                     | 317                       | 01                  |